# Maladera kinabaluensis
Maladera kinabaluensis är en skalbaggsart som beskrevs av Brenske 1899. Maladera kinabaluensis ingår i släktet Maladera och familjen Melolonthidae. Inga underarter finns listade i Catalogue of Life.